# Napoleón (miniserie)
Napoleón es una miniserie histórica franco-alemana de 2002 que explora la vida de Napoleón Bonaparte.
Basada principalmente en la novela histórica homónima de Max Gallo (1997) y con un elenco estelar encabezado por Christian Clavier, Isabella Rossellini, Gérard Depardieu y John Malkovich, en el momento de su realización se convirtió en la producción televisiva más cara de Europa, con un costo equivalente a US$ 46.330.000. La miniserie cubre el ascenso al poder de Napoleón hasta su caída y muerte en el exilio, los triunfos y fracasos de las campañas napoleónicas -desde Arcole (1796)
hasta Waterloo (1815), pasando por la expedición a Egipto y la campaña de Rusia- y también su intensa vida amorosa: su matrimonio y divorcio de Josefina de Beauharnais, su matrimonio con Marie Louise, duquesa de Parma, hija de Francisco II, y sus relaciones extramaritales con Eleanore Denuelle y Marie Walewska.
La miniserie fue producida por Producciones GMT en Francia y coproducida por Transpelícula en Canadá y Spice Factory en el Reino Unido. En los Estados Unidos se emitió por la cadena A&E.

## Argumento

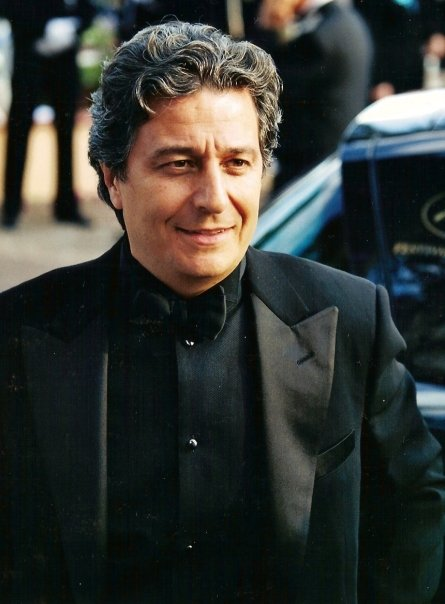
Christian Clavier protagoniza a Napoleón Bonaparte.

La serie comienza con Napoleón Bonaparte en Santa Helena. Hudson Lowe, el gobernador británico de la isla, en repetidas ocasiones exige Napoleón mostrar su presencia. Después de un intento vano de convencer a Napoleón a abandonar su casa, una niña inglesa (Miss Betsy), luego aparece.
Aunque no se hace mención explícita de ello, se supone que Napoleón está recordando sus éxitos anteriores a la señorita Betsy, ya que ello se revela al final. La historia comienza con el encuentro de Josefina de Beauharnais, su futura esposa y la emperatriz en un salón de Madame Tallien.
Sus acciones militares en Italia y Egipto, y su vida privada acaban entremezclándose conforme ambiciona más el poder, y cuando finalmente lo consigue pretende proteger los logros de la revolución proclamándose emperador, y aunque lo logra con amplio apoyo popular, arregla el resultado para aparentar un apoyo masivo del ejército, ya que las monarquías europeas aún pretendían derribar a Francia.
Las batallas, en tierra y mar (Marengo, Austerlitz, Trafalgar, Jena, Eylau, Essling) y las coaliciones contra el imperio siguen una detrás de la otra, todas financiadas de un modo u otro por el Reino Unido, hasta que llegan señales que el imperio está llegando al límite, la Guerra Peninsular, la alianza con Austria en la forma del matrimonio con María Luisa de Austria, la campaña de Rusia, la caída de París, tras lo cual el emperador abdica y es desterrado a Elba tras un intento de suicidio.
Un año después, Napoleón es informado, además de la muerte de Josefina, que nuevamente la ira del pueblo enciende Francia contra su monarca Borbón, y Napoleón inicia y gana una nueva lucha, incruenta en este caso, para regresar al poder; no dura mucho, porque cae definitivamente en Waterloo, amenazado con el destronamiento, el emperador decide abdicar nuevamente, tras lo cual pretende un exilio en América, pero con un bloqueo de la Marina Real, y las tropas de Luis XVIII cerca, decide rendirse ante los Británicos.
De vuelta al presente, Napoleón le dice a la señorita Betsy que Lowe pretende matarlo y que no lo olvidé mientras ella regresa a las islas británicas, la salud de Napoleón empeora cada día más, recordando la dureza de su niñez en la academia militar, durante el antiguo régimen; tras su muerte, su mayordomo detiene el reloj de la habitación para señalar la hora del deceso.
El epílogo menciona el regreso de sus restos a París en 1840, y muestra su sepultura en Les Invalides.

## Reparto

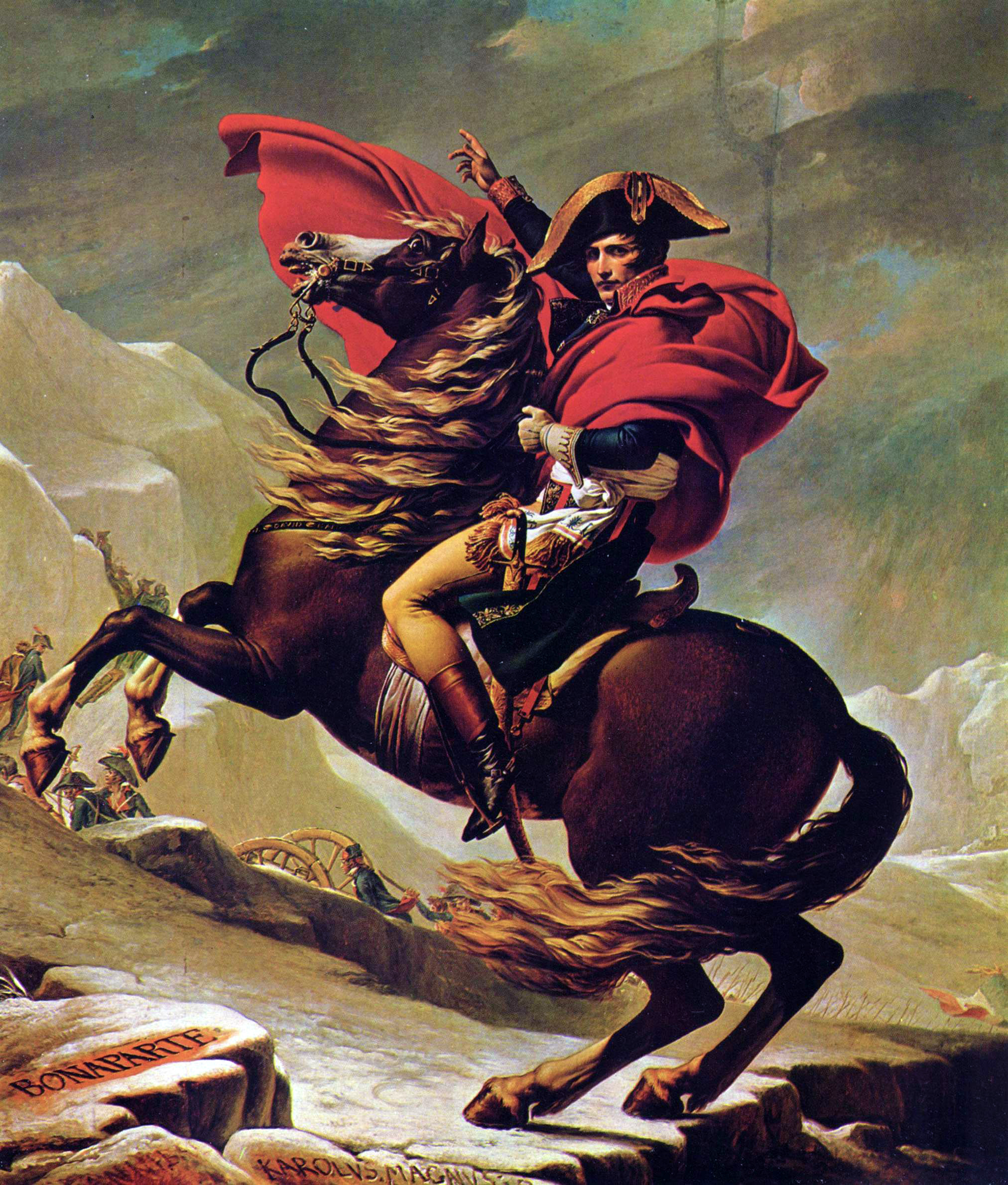
Una de las escenas recreadas en la serie.

- Christian Clavier es Napoleón Bonaparte.
- Isabella Rossellini es Josefina de Beauharnais.
- Gérard Depardieu es Joseph Fouché.
- John Malkovich es Charles Maurice de Talleyrand.
- Anouk Aimée es María Leticia Ramolino.
- Heino Ferch es Armand Augustin Louis de Caulaincourt.
- Sebastian Koch es Marshal Jean Lannes.
- Ennio Fantastichini es José I Bonaparte.
- Yves Jacques es Lucien Bonaparte.
- Alexandra Maria Lara es la Condesa Marie Walewska.
- Toby Stephens es Alejandro I de Rusia.
- Mavie Hörbiger es María Luisa de Habsburgo-Lorena.
- Marie Bäumer es Carolina Bonaparte.
- Claudio Amendola es el Mariscal Joaquín Murat.
- Julian Sands es Clemente de Metternich.
- Ludivine Sagnier es Hortensia de Beauharnais.
- John Wood es el Papa Pío VII.
- Charlotte Valandrey es Madame Coigny.
- Florence Pernel es Teresa Cabarrús.
- Jessica Paré es Eléanore Denuelle.
- David La Haye es Luis Antonio Enrique de Borbón-Condé.
- David Francis es Sir Hudson Lowe.
- Tamsin Egerton es "Miss Betsy" Balcombe.

## Lanzamiento en DVD
Una de tres discos DVD (pantalla completa) de grabación, bajo el sello A & E y A & E con características adicionales, que se vende en los Estados Unidos. En Canadá, hay una de cuatro discos DVD (pantalla completa) de grabación, bajo la etiqueta REMSTAR y sin las características adicionales de A & E, en ambas ediciones en inglés y francés. Edición en francés se encuentra en 1:78 ancha.